# Katzensteuer
Als Katzensteuer wird eine Besteuerung der Halter von Hauskatzen ähnlich der Hundesteuer oder Pferdesteuer bezeichnet. Historische Fälle einer solchen Steuer sind zwar bekannt, eine Katzensteuer besteht im deutschsprachigen Raum aber trotz kontroversen Diskussionen nicht.

## Situation nach Ländern

### Deutschland
Bekannt ist die Erhebung von Katzensteuern nur für einzelne Gemeinden des Deutschen Reichs:
- Die Gemeinde Emmerzhausen erhob von 1894 bis 1902 eine Katzensteuer. Die erste Katze war frei, die zweite wurde mit 1 Mark, die dritte mit 3 Mark besteuert.[1]
- Im Königreich Sachsen haben mehrere Gemeinden vor dem Ersten Weltkrieg Katzensteuern erhoben, Hintergrund waren Bestrebungen des Vogelschutzes: Sebnitz und Augustusburg erhoben ab 1902 eine Katzensteuer von 3 Mark (nach heutigem Wert (2018): 20 Euro) für die erste, 6 Mark für jede weitere Katze. Die Katzenpopulation soll dort daraufhin „beachtlich“ geschrumpft sein. Die Gemeinde Niederlößnitz erhob ab 1912 ebenfalls eine Katzensteuer nach dem Vorbild von Sebnitz.[2]
- Die Einführung einer Katzensteuer, ebenfalls 1912, traf im Fall von Coswig zwar auf Widerstand in der zuständigen Amtshauptmannschaft, die die Steuer aber letztlich am 30. Januar 1913 rückwirkend ab dem 1. Januar 1913 genehmigte (in Coswig betrug die Steuer ebenfalls 3 Mark für die erste und 6 Mark für jede weitere Katze).[3]
- Blasewitz, eine damals selbständige Gemeinde und erst seit 1921 ein Stadtteil von Dresden, führte am 13. Oktober 1916 eine Katzensteuer ein: Als Maßnahme im Kampf gegen unerwünschte Mitesser in den Notzeiten des Krieges. Die Abgabe betrug für die erste Katze 5 Mark (nach heutigem Wert (2018): 15 Euro), die zweite 10 Mark, jede weitere 15 Mark. Diese Steuer hatte nicht lange Bestand (ohne bekanntes genaues Datum der Aufhebung).[4]
- Mit Wirkung zum 1. April 1930 wurde eine Katzensteuer für das gesamte Stadtgebiet Dresdens, erneut auf Grund der ungünstigen Wirtschaftslage, eingeführt. Die Steuer betrug 12 Mark (nach heutigem Wert (2018): 44 Euro) Jahressteuer für die erste und 24 Mark für jede weitere Katze und erbrachte bereits im Jahr ihrer Einführung (1930) eine Ist-Einnahme von 86.116 Mark (nach heutigem Wert (2018): 314.376 Euro).[5] Das Datum der Aufhebung der Steuer von 1930 ist nicht bekannt.
- Pirna führte 1930 ebenfalls eine Katzensteuer ein.[1]

Seit der Gründung der Bundesrepublik Deutschland ist dort keine Katzensteuer mehr erhoben worden. Dennoch wurde sie gelegentlich diskutiert, in ernstgemeinten Vorschlägen meist als Aufwandsteuer auf kommunaler Ebene. Gemeinden in Deutschland haben das Recht, derartige Aufwandsteuern zu erheben, sofern die Steuern durch landesgesetzliche Regelungen abgedeckt werden – bei der hypothetischen Katzensteuer besteht diese Grundlage nicht und müsste erst durch Landesparlamente geschaffen werden. Entsprechende Eingaben von unterschiedlichen Interessensgruppen wurden bislang stets abschlägig beschieden, beispielsweise 2011 in Nordrhein-Westfalen und 2013 in Bayern.

### Österreich
In Österreich gibt es aktuell keine Katzensteuer.

### Schweiz
In der Schweiz gibt es aktuell ebenfalls keine Katzensteuer, auch wenn entsprechende Vorschläge kursieren.
Im Ornithologischen Beobachter der Schweizerischen Gesellschaft für Vogelkunde und Vogelschutz wurde das Thema Katzensteuer von der Gründung des Fachjournals bis 1928 siebenmal diskutiert, nach 1934 erfolgte bis 2003 in dem Journal keine weitere Beschäftigung mit dem Thema.

### Falschmeldungen im deutschsprachigen Raum
Darüber hinaus ist die baldige Einführung von Katzensteuern ein beliebter Aprilscherz in den Medien. Falschmeldungen zur angeblich bundesweiten Einführung fanden im Mai 2016 große Verbreitung im deutschsprachigen Internet.

### Weitere Länder
In englischsprachigen Ländern wie den USA, Kanada oder Australien dürfen Kommunen bestimmte Tiere für registrierungspflichtig erklären. Tierbesitzer können dort eine sogenannte pet license erwerben, die zum Teil jährlich zu erneuern ist und mit Impfungen (etwa gegen Tollwut) verbunden sein kann. Von einer Steuer (tax) wird ausdrücklich nicht gesprochen. Das Lizenzmodell gilt beispielsweise in Toronto, Winnipeg und Houston für Hunde und Katzen, in Manteca sogar für jedwede Haustiere. In Los Angeles fallen nur Hunde und Pferde, ausdrücklich keine Katzen, unter eine Lizenzpflicht. Die Bereitschaft der Bevölkerung, dieser Registrierungspflicht nachzukommen, erweist sich in Amerika jedoch als eher gering, so sind beispielsweise nur 10 % aller Katzen in Toronto lizenziert.

## Motivation und Diskurs zur Katzensteuer
Die Besteuerung von Hauskatzen wird meist im Zusammenhang mit einem oder mehreren Zielen diskutiert.

### Gleichbehandlung von Katzen- und Hundehaltern
Hundebesitzer erklären, dass es ungerecht sei, ihre Tiere zu besteuern, jedoch nicht die ebenfalls in großer Zahl gehaltenen Katzen. Nach Schätzungen aus den Jahren 2011 und 2016 gab es in Deutschland etwa 10 bis 12 Millionen Katzen, davon etwa 2 Millionen freilaufend oder herrenlos, für die Schweiz wurde im Jahr 2000 von etwa 1 bis 1,3 Millionen Katzen insgesamt ausgegangen. Als entkräftendes Argument wird vorgebracht, dass die Katze als reines Wohnungstier keine Belastung der Öffentlichkeit darstelle, im Gegensatz zu Auslauf benötigenden Hunden. Demnach sollten nur freilaufende Katzen besteuert werden dürfen; Nachweis und Zuordnung freilaufender Katzen zu ihrem Besitzer gestalten sich wiederum problematisch.

### Finanzielle Aufbesserung des kommunalen Haushalts
Erhebung einer weiteren Aufwandsteuer kann öffentliche Kassen entlasten. Als Gegenargument wird vorgebracht, dass bei einer Katzensteuer ein zu hoher Verwaltungs- und Kontrollaufwand bestünde, auch hier wird die Zuordnung von Tieren zu Haltern als Hauptproblem gesehen. Im Fall einer ebenfalls diskutierten Zweckbindung der Mittel (beispielsweise zum Betreiben der deutlich stärker belasteten Tierheime) entfiele diese Haushaltsentlastung auch ganz.

### Wegfall der Aufgaben in der Schädlingsbekämpfung
Die Aufgabe der Katze als Schädlingsvertilger wird in Europa allerdings seit Ende des 20. Jahrhunderts als nachrangig gesehen. Katzen werden hauptsächlich als Begleiter des Menschen und nicht als Nutztier gehalten.
In den Hauskatzen wird heute vor allem die Funktion für Menschen "als sozialen Bezugspunkt" gesehen.

### Populationskontrolle zwecks Artenschutz
Befürworter der Katzensteuer sehen diese auch als ein Mittel zur Populationskontrolle (Lenkungssteuer), neben anderen Maßnahmen wie etwa Tierkennzeichnung (chippen) und Kastration. Dadurch hoffen sie, auch Probleme im Bereich des Naturschutzes zu lösen, die durch die Katzenhaltung entstehen:
Eine durch anthropogenen Einfluss erhöhte Katzenpopulation kann eine erhebliche Bedrohung für geschützte Wildtiere darstellen, insbesondere für Vögel. Eine Studie aus dem Jahr 2011 sieht freilaufende Katzen als ursächlich oder mitbeteiligt an der Ausrottung von weltweit 33 Tierarten auf Inseln an. Eine jagende Katze erbeute im Jahr durchschnittlich etwa 40 Vögel, 200 Kleinsäuger sowie eine erhebliche Anzahl von Reptilien, Amphibien und Insekten. Nach Magenuntersuchungen von tot aufgefundenen Katzen sind Säuger eine Hauptbeute, mit Abstand gefolgt von Vögeln. Ausufernde Katzenbestände auf Inseln werden für den dortigen Zusammenbruch von Vogelpopulationen verantwortlich gemacht, was auf dem Festland bislang nicht festgestellt werden konnte. Weltweit töten Katzen jedes Jahr einer Schätzung zufolge 1 bis 4 Milliarden Vögel. Insbesondere domestizierte Katzen fressen ihre Beute ferner nicht, sondern befriedigen lediglich einen Jagdinstinkt. 
Ein Gegenargument gegen die Einführung einer Katzensteuer zum Zweck des Artenschutzes ist, dass durch diese Maßnahme zahlreiche Katzenhalter zur eigenen finanziellen Entlastung ihre Tiere einfach auswildern würden, was zu einer dramatischen Zunahme und unkontrollierten Vermehrung freilebender Katzen führe; das Problem also damit erst verschärft würde. Als Erfolg versprechender für den Vogelschutz wurden darum durch Wissenschaftler andere Maßnahmen wie Stubenarrest in den Brutmonaten, Kastration und früher auch die Krallenbeschneidung gesehen.

### Rationierung von Futtermitteln
Zu große Populationen, sodass Futtermittel in Notzeiten knapp wurden und rationiert werden mussten, wurden zuletzt im Ersten Weltkrieg als Problem wahrgenommen. Die Besteuerung von Katzen führte neben den fiskalischen Einnahmen auch zur Tötung oder Verjagung der unerwünschten Tiere (vergleiche auch: Dachhase). Eine Zunahme von Schädlingen wie Mäusen und Ratten war als Folge absehbar, da der wichtigste natürliche Feind wegfiel.